# Hinatua (rivière)
La rivière Hinatua (anglais : Hinatua River) est une petite rivière du district de Westland dans la région de la West Coast dans l’Ile du Sud de la Nouvelle-Zélande.

## Géographie
Sa source se situe dans les monts Hercules, près de la route nationale 6 et elle court entre les villes de Hari Hari et de Te Taho. La rivière Hinatua s’écoule ensuite dans une direction nord, passant juste à l’est de la lagune de Saltwater (en) avant de se jeter dans l’embouchure de la rivière Poerua, tout près de la ligne de côte de la mer de Tasman.